# Парджанья
Парджанья (деванагарі पर्जन्य, - букв «дощова хмара») -   бог грозової хмари і дощу у  ведійській міфології.
У « Ріг-веді» йому присвячено 3 гімни (РВ V, 83, VII, 101; VII, 102), саме ж ім'я його згадується близько 30 разів. На глибокий архаїзм образу Парджанья вказує його слабка персоніфікація, а також те, що його іноді не відрізнити від самої хмари . У  індоєвропейській перспективі образ та ім'я Парджанья споріднені слов'янському Перуну, балтійського Перкунас у  хетському  Пірве.
Про зв'язок Парджанья з дощами і грозою свідчить те, що він часто з'являється у супроводі грому і блискавки, голосно реве, як бугай, панує над потоками дощу, зрошує світи, його колісниця повна води. Громом він вражає  ракшасів і лиходіїв, розбиває дерева, і всі бояться цієї зброї Парджанйі . Його часто просять про надання захисту (РВ V.83.5), про підкріплення, він щедрий. Також Парджанья тісно пов'язаний з богом вітру  Вата, їх імена часто згадуються в парі як в рігведійскіх гімнах, так і в  Атхарва-веді . Іноді разом з ці богом призиваються і Марути. З цього боку як атмосферний божество Парджанья вельми близький і до  Індрі, і його ім'я в пізнішій літературі іноді додається до Індрі. У «Ріг-веді» є також згадка про зв'язок Парджанья з Бріхаспаті (РВ X.98.1) і з Агні (РВ VI.52.16).
Найважливішим наслідком «атмосферної» функції Парджанья є його сильна зв'язок з родючістю. У ньому знаходиться життєвий дух живого і мертвого , він оживляє землю своїми насінням (уособлення дощу), він поміщає своє сім'я не тільки в рослини, але і в корів, скакових коней, жінок (РВ VII.102.2). Парджанья багато разів порівнюється з биком або буйволом, що символізують продуктивну силу. Він сам створює своє тіло, на ньому покояться всі істоти. Земля є дружиною Парджанья, а він батьком  Соми. Його старший брат - Пушан .
У післяведійський період Парджанья втрачає поступово своє значення і виступає як один з 12  Адітьїв, як божество, що завідує хмарами і дощем. У « Вішну-пурані» він захисник місяця Картіка.